# Незваные гости (фильм, 2015)
«Незваные гости» (англ. Shut In) — американский фильм ужасов, снятый Адамом Шиндлером. Премьера фильма состоялась 12 июня 2015 года на кинофестивале в Лос-Анджелесе. Фильм рассказывает об Анне, которая страдает от агорафобии, поэтому, когда трое преступников врываются в её дом, она не может заставить себя выбежать на улицу. Но преступники не знают, что это её не единственное психическое расстройство.

## В ролях
- Бет Рисграф — Анна Рук
- Рори Калкин — Дэн Купер
- Джек Кеси — Дж. П. Хенсон
- Мартин Старр — Перри Кутнер
- Тимоти Т. Мак-Кинни — Конрад Рук
- Джошуа Микел — Вэнс Хенсон
- Летисия Хименес — Шарлотта

## Производство
Съёмки фильма начались в конце августа 2014 года в Шривпорте.

## Критика
Фильм получил смешанные отзывы. На агрегаторе рецензий Rotten Tomatoes рейтинг одобрения составляет 50 % на основе 24 рецензий, а средний рейтинг критиков — 5,4 из 10 баллов.
Деннис Харви из Variety назвал фильм «эффективно спроектированным, с хорошими характеристиками и напряженным темпом», но добавил, что «третий акт фильма немного разочаровывает».
Брайан Таллерико из RogerEbert.com поставил 2 звезды из 4 возможных, назвав его «многообещающим фильмом, который оставляет неприятный привкус во рту, как хорошо разложенная на тарелке еда, которая просто не наполняет тебя».

## Ссылка
- «Незваные гости» (англ.) на сайте Internet Movie Database
- Незваные гости (фильм, 2015) (англ.) на сайте Metacritic
- «гости/ Незваные гости (фильм, 2015)» (англ.) на сайте Rotten Tomatoes